# Семейство транспортёров растворённых веществ
Транспортёры (переносчики) растворённых веществ (англ. Solute carrier family), сокращенно SLC — группа мембранных транспортных белков, включающая в себя более 300 белков, разбитых на 52 семейства. Большая часть этих белков расположена в клеточной мембране.
Через мембрану могут переноситься различные растворённые вещества, такие как: заряженные и незаряженные органические молекулы, неорганические ионы и аммоний.
Как и другие интегральные мембранные белки, SLC содержат несколько гидрофобных трансмембранных альфа-спиралей, соединенных друг с другом посредством гидрофильных внутри- и внеклеточных петель. В зависимости от семейства, эти транспортёры могут функционировать либо в качестве мономеров, либо как облигатные гомо- и гетероолигомеры.